# Lidia Mannuzzu
Lidia Maria Mannuzzu (Sassari, 21 de abril de 1958 – Sassari, 24 de octubre de 2016) fue una bióloga, fisióloga  y académica italiana.

## Biografía
Nacida a Sassari, hija del escritor Salvador Mannuzzu, se graduó con honores en medicina a la Universidad de los Estudios de Sassari en el 1984, con una tesis sobre el favismo; ha estudiado también al Max Planck Institute de Múnich, a la Brunel University de Londres y al Aachen Medical School en Westfalia.
Después de la licenciatura, en 1986 trabajó como investigadora al departamento de Bioquímica y Genética de la Universidad de Turín, participando en investigaciones sobre la membrana celular de las plaquetas y sobre las células sanguíneas involucradas en la hemostasia y en la hemocoagulación.
En 1987 dejó Italia para realizar un master en fisiología a la Berkeley University, en California, obteniendo el doctorado de investigación en el 1990.
Durante los años 1990 desarrolló una tecnología biomédica orientada al conocimiento de los procesos celulares de los glóbulos rojos y de la funcionalidad de las células del sistema nervioso: los sensores ópticos biomoleculares.
En 2000, se desempeñó como docente en la Berkeley University, y continuó estudiando los mecanismos de funcionamiento de las sinapsis junto al director del Molecular Imaging Center, Ehud Isacoff. En 2005 dejó Berkeley para fundar Nano Med Technology, sociedad dedicada al estudio de nuevos fármacos para enfermedades ligadas a disfunciones de las membranas celulares.
Publicó como primera ysegunda autora en PNAS (publicación de la Academia Nacional de Ciencias de los Estados Unidos), Nature y Science.
Gracias a un programa del Ministerio de la instrucción italiana para favorecer el regreso en el país de los italianos emigrados en el extranjero, Mannuzzu regresó en Italia en el 2006 prosiguiendo el trabajo de investigación en el Departamento de Ciencias Biomédicas de la Universidad de Sassari, donde se ocupó sobre todo de la relación entre las patologías de los glóbulos rojos y la talasemia.
Murió el 24 de octubre de 2016 a la edad de 58 años a causa de una embolia pulmonar.